# Błaho Błahojewe
Błaho Błahojewe (ukr. Футбольний клуб «Благо» Благоєве, Futbolnyj Kłub "Błaho" Błahojewe) – ukraiński klub piłkarski z siedzibą we wsi Błahojewe, w obwodzie odeskim.

## Historia
Chronologia nazw:
- 198?—1996: Błaho Błahojewe (ukr. «Благо» Благоєве)

Drużyna piłkarska Błaho Błahojewe została założona w miejscowości Błahojewe i reprezentowała kołchoz im. Błahojewa. W latach 1983–1993 klub trenował znany piłkarz Wałerij Porkujan. Zespół występował w rozgrywkach mistrzostw i Pucharu obwodu odeskiego. W sezonie 1992/93 startował w Mistrzostwach Ukrainy spośród drużyn amatorskich, w którym występował do 1996. Również debiutował w Pucharze Ukrainy. W sezonie 1995/96 klub jeszcze zdobył mistrzostwo obwodu odeskiego, ale potem niespodziewanie został rozwiązany.

## Sukcesy
- 1/64 finału Pucharu Ukrainy:

1992/93, 1993/94
- 3. miejsce Mistrzostw Ukrainy spośród drużyn amatorskich:

1992/93, 1993/94
- mistrz obwodu odeskiego:

1992, 1993, 1996
- zdobywca Pucharu obwodu odeskiego:

1992, 1993